# غولدن بوي
غولدن بوي (GOLDEN BOY) مانغا يابانية كوميدية من تأليف ورسم تاتسويا إغوا. نشرت في مجلة سوبر جامب للناشر شوئيشا من عام 1992 حتى 1997، وجمعت في عشرة مجلدات تانكوبون. وتدور احداث المانغا حول الشاب كينتارو البالغ من العمر 25 عاما الذي ترك دراسة القانون في جامعة توكيو قبل التخرج، ويعيش بحرية وهو يتنقل من بلدة لبلدة ومن وظيفة لوظيفة أخرى واثناء ترحالة يلتقي بمجوعة من النساء يغير حياتهن، واثناء هذا يستمر بدراسة وملاجظة الناس والاحداث من حوله في دفتر ملاحظاته الذي يحمله معه دائماً.
اقتبس جزء من المانغا في ستة حلقات أنمي أوفا في عام 1995. وفي عام 2010 صدر جزء ثاني مكمل للمانغا.